# Malabaila isfahanica
Malabaila isfahanica är en flockblommig växtart som beskrevs av Alava. Malabaila isfahanica ingår i släktet Malabaila och familjen flockblommiga växter. Inga underarter finns listade i Catalogue of Life.